# Stella Delcroix
Stella Delcroix (Lyon, 16 de agosto de 1985) es una actriz pornográfica y modelo erótica francesa retirada.

## Biografía
Originaria de la ciudad de Lyon, ubicada en el departamento del Ródano, y a su vez en la región de Auvernia-Ródano-Alpes, Delcroix nació el 16 de agosto de 1985. No se tiene mucha información de su vida hasta 2006, cuando a sus 21 años debuta como actriz pornográfica.
Como actriz ha trabajado para productoras tanto europeas como estadounidenses, como Marc Dorcel, New Sensations, Private, Viv Thomas, Digital Sin, Jules Jordan Video, Evil Angel, Kink.com, Reality Kings, Wicked, ATV, Colmax o Girlfriends Films, entre otras.
En 2008 se alzó en el Festival Internacional del Erotismo de Bruselas con el premio a la Mejor estrella debutante, galardón que compartió con la también actriz pornográfica gala Cecilia Vega.
Dos años después, en 2010, fue nominada en los Premios AVN en las categorías de Artista femenina extranjera del año y Mejor escena de sexo en producción extranjera por la cinta Rocco's Dirty Dreams 8.
Se retiró a finales de 2015, habiendo aparecido en más de 70 películas.
Alguno de sus trabajos destacados son Big Rack Attack 2, French Angels, High Class Whores 2, In Command, Private Sex Auditions 11, Rocco - Puppet Master 3, Seductive 8, Sex Maniax o Sperm Swap 5.

## Premios y nominaciones
| Año  | Ceremonia                                       | Resultado | Premio                                        | Trabajo                |
| ---- | ----------------------------------------------- | --------- | --------------------------------------------- | ---------------------- |
| 2008 | Festival Internacional del Erotismo de Bruselas | Ganadora  | Mejor estrella debutante                      | —                      |
| 2010 | Premios AVN                                     | Nominada  | Artista femenina extranjera del año           | —                      |
| 2010 | Premios AVN                                     | Nominada  | Mejor escena de sexo en producción extranjera | Rocco's Dirty Dreams 8 |